# Cyanate de méthyle
Le cyanate de méthyle est un composé organique de formule semi-développée CH3-O-C≡N. Il s'agit de l'ester méthylique de l'acide cyanique. C'est un précurseur de son isomère, l'isocyanate de méthyle, CH3-N=C=O, composé d'importance industrielle qui a aussi causé la catastrophe de Bhopal.
De tous les cyanates d'alkyle qui, aux CNPT, tendent à s'isomériser, se trimériser en isocyanurate de trialkyle et un peu en cyanurate de trialkyle, le cyanate de méthyle est le moins stable. Ces réactions étant exothermiques, sur un échantillon impur qui forme majoritairement les trimères, elles peuvent devenir explosives.

## Synthèse
La méthode la plus appropriée pour former un cyanate d'alkyle est de décomposer par thermolyse le 5-alkoxy-1,2,3,4-thiatriazole correspondant, :
Une solution (à 20 %) de 5-méthoxy-1,2,3,4-thiatriazole est laissée à 20-25 °C pendant 3 heures puis traitée par deux distillations successives pour obtenir le cyanate de méthyle qui est cristallin à −80 °C et fond en dessous de −30 °C.

## Propriétés
Le cyanate de méthyle pur est extrêmement labile et se transforme à température ambiante en isocyanurate de triméthyle solide en quelques minutes (de façon explosive si on laisse croître la température). À −30 °C, la transformation est plus lente mais en 24 heures tout s'est solidifié en isocyanurate de triméhyle.
Dans des solutions diluées, le cyanate de méthyle est beaucoup plus stable et permet d'observer son isomérisation en isocyanate. Une solution à 2 % dans le CCl4 montre sur son spectre infrarouge que cette réaction ne se détecte qu'après environ une heure. 
Le cyanate de méthyle est lacrymogène et son odeur diffère de celle de l'isocyanate de méthyle.